# XR 7200
Les XR 7200, sont des remorques d'autorails construites en 1948 par Decauville sur le même modèle que les remorques XR 6000 mises en service avant la Seconde Guerre mondiale. Elles sont antérieures aux remorques unifiées XR 7100, 7300, XR 7800 et XR 8100. Elles sont radiées à la fin des années 1970. 

## Caractéristiques
Elles sont équipées à l'origine d'un chauffage à eau chaude et chaudière Thermo-Pull.

## Modélisme
Les XR 7200 ont été reproduites en H0 par les Éditions Atlas en 2015. 